# Montréal-la-Cluse
Pour les articles homonymes, voir Montréal et La Cluse.
Ne doit pas être confondu avec La Cluse.
Montréal-la-Cluse (/mɔ̃.ʁe.al.la.klyz/ ) est une commune française, située dans le département de l'Ain en région Auvergne-Rhône-Alpes. Elle se situe dans le Haut Bugey, à environ 39 kilomètres de Bourg-en-Bresse.
Ses habitants sont les Montréalais et les Montréalaises.

## Géographie

### Localisation
Montréal-la-Cluse se situe au centre-est du département de l'Ain dans le Haut Bugey, dans le massif du Jura.

### Voies de communication et transports

#### Transport ferroviaire

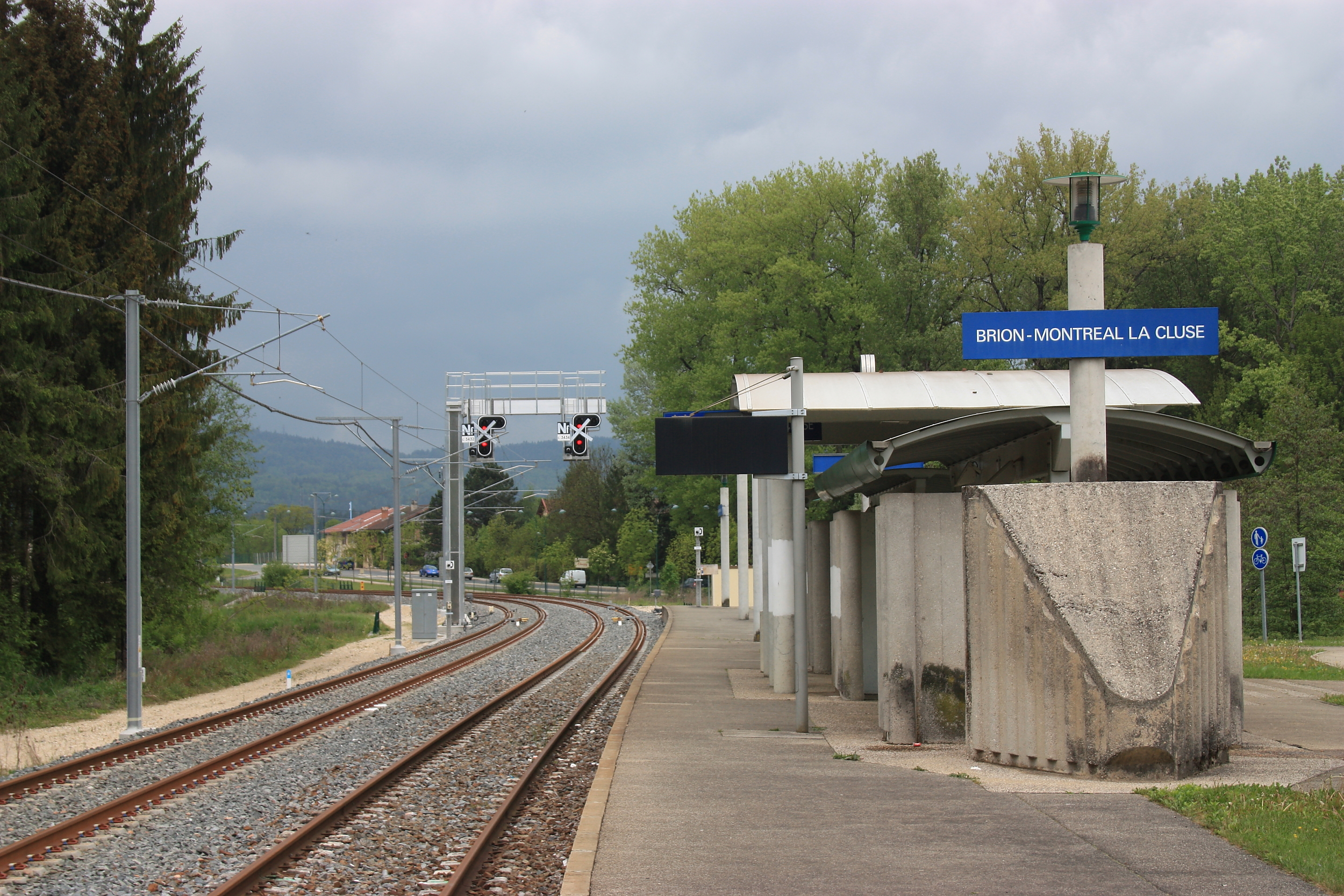
Gare de Brion - Montréal-la-Cluse.

La ville de Montréal-La-Cluse possédait une gare SNCF situé sur la ligne du Haut-Bugey. Cette gare avait de grandes installations comme une halle marchandises et un bâtiment voyageurs. De cette gare, partait un embranchement vers Oyonnax. En 1990, la section La Cluse - Bellegarde-sur-Valserine est fermée à tout trafic et est remplacé par un service d'autocar. Ainsi, la gare de la Cluse se trouve en impasse et n'est desservie que par les lignes venant d'Oyonnax et de Bourg-en-Bresse. Pour éviter aux trains venant de Bourg-en-Bresse et de Oyonnax de rebrousser, un raccordement est effectué en juin 1996 et une halte appelée Brion - Montréal-la-Cluse est mise en service à cette occasion. La gare de La Cluse est fermée le 1er juin 1996.

### Climat
Pour des articles plus généraux, voir Climat d'Auvergne-Rhône-Alpes et Climat de l'Ain.
En 2010, le climat de la commune est de type climat de montagne, selon une étude du CNRS s'appuyant sur une série de données couvrant la période 1971-2000. En 2020, Météo-France publie une typologie des climats de la France métropolitaine dans laquelle la commune est dans une zone de transition entre le climat semi-continental et le climat de montagne et est dans la région climatique Jura, caractérisée par une forte pluviométrie en toutes saisons (1 000 à 1 500 mm/an), des hivers rigoureux et un ensoleillement médiocre.
Pour la période 1971-2000, la température annuelle moyenne est de 10,2 °C, avec une amplitude thermique annuelle de 17,3 °C. Le cumul annuel moyen de précipitations est de 1 462 mm, avec 11,7 jours de précipitations en janvier et 8,4 jours en juillet. Pour la période 1991-2020, la température moyenne annuelle observée sur la station météorologique de Météo-France la plus proche, « Vieu », sur la commune de Vieu-d'Izenave à 12 km à vol d'oiseau, est de 9,4 °C et le cumul annuel moyen de précipitations est de 1 610,3 mm,. Pour l'avenir, les paramètres climatiques de la commune estimés pour 2050 selon différents scénarios d'émission de gaz à effet de serre sont consultables sur un site dédié publié par Météo-France en novembre 2022.

## Urbanisme

### Typologie
Au 1er janvier 2024, Montréal-la-Cluse est catégorisée petite ville, selon la nouvelle grille communale de densité à 7 niveaux définie par l'Insee en 2022.
Elle appartient à l'unité urbaine de Montréal-la-Cluse, une agglomération intra-départementale dont elle est ville-centre,. Par ailleurs la commune fait partie de l'aire d'attraction d'Oyonnax, dont elle est une commune de la couronne,. Cette aire, qui regroupe 40 communes, est catégorisée dans les aires de 50 000 à moins de 200 000 habitants,.

### Occupation des sols
L'occupation des sols de la commune, telle qu'elle ressort de la base de données européenne d’occupation biophysique des sols Corine Land Cover (CLC), est marquée par l'importance des forêts et milieux semi-naturels (69,2 % en 2018), une proportion sensiblement équivalente à celle de 1990 (69,6 %). La répartition détaillée en 2018 est la suivante : 
forêts (66,5 %), zones urbanisées (11,8 %), prairies (10,1 %), zones industrielles ou commerciales et réseaux de communication (6,3 %), zones agricoles hétérogènes (2,7 %), milieux à végétation arbustive et/ou herbacée (2,7 %).
L'évolution de l’occupation des sols de la commune et de ses infrastructures peut être observée sur les différentes représentations cartographiques du territoire : la carte de Cassini (XVIIIe siècle), la carte d'état-major (1820-1866) et les cartes ou photos aériennes de l'IGN pour la période actuelle (1950 à aujourd'hui).

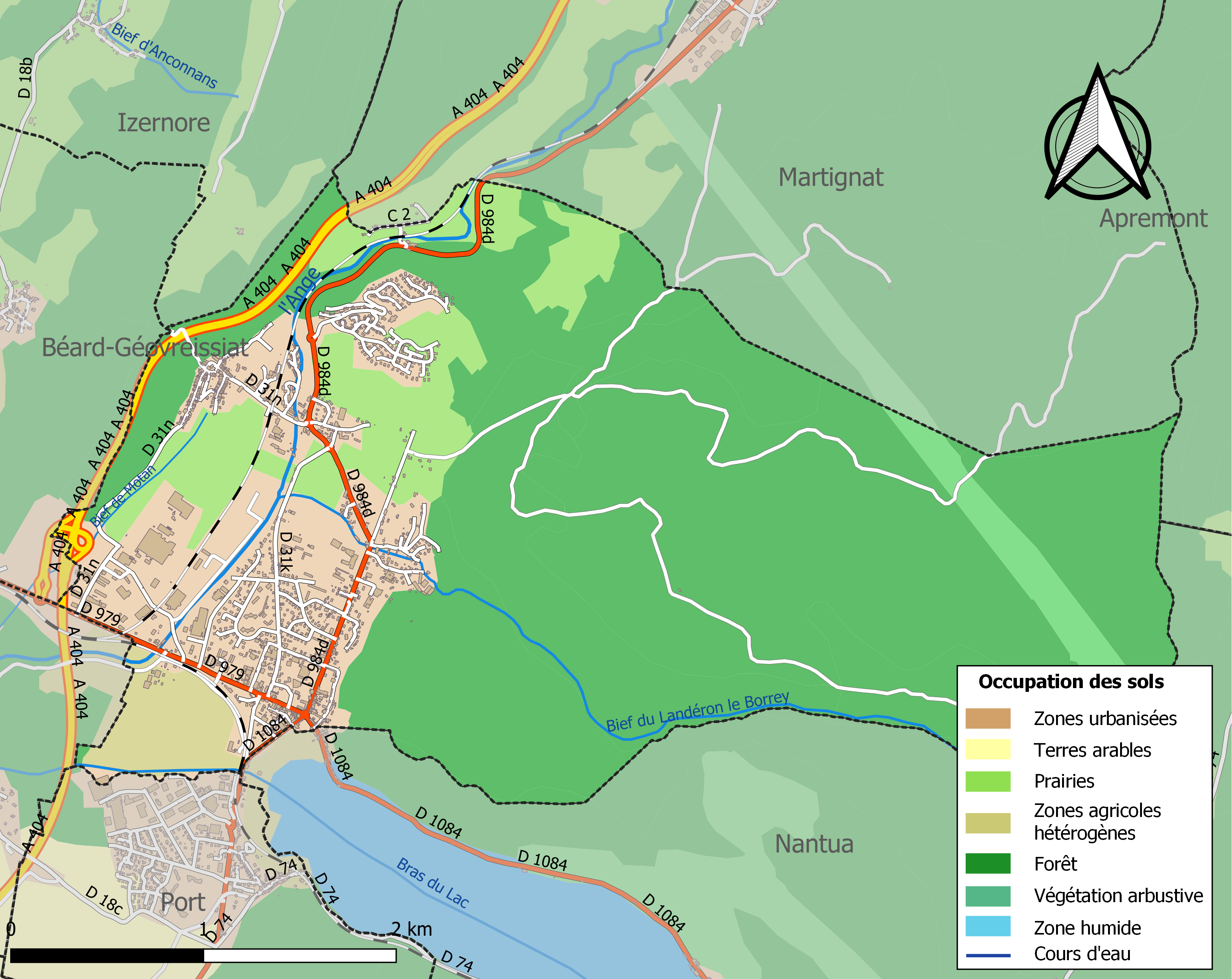
Carte des infrastructures et de l'occupation des sols de la commune en 2018 (CLC).

## Toponymie
Montréal de Mont Royal ;
La Cluse : du franco-provençal clusa : col, passage étroit.
Pendant la Révolution française, Montréal prend le nom révolutionnaire de Delilia-de-Crose,.
Face au développement du quartier de La Cluse et aux nombreux problèmes liés aux homonymes dont la ville canadienne de Montréal, la commune aurait pu prendre le nom du quartier mais cela aurait alors prêté à confusion avec La Cluse dans les Hautes-Alpes et Cluses en Haute-Savoie. Ces constatations faites par le conseil municipal, il a été décidé le 8 janvier 1979 d'effectuer une démarche en conseil d'État pour que le nom de la commune devienne Montréal-La Cluse. Par décret du 31 décembre 1979, paru au journal officiel du 9 janvier 1980, Montréal devient alors Montréal-la-Cluse.

## Politique et administration

### Découpage territorial
La commune de Montréal-la-Cluse est membre de l'intercommunalité Haut-Bugey Agglomération, un établissement public de coopération intercommunale (EPCI) à fiscalité propre créé le 1er janvier 2014 dont le siège est à Oyonnax. Ce dernier est par ailleurs membre d'autres groupements intercommunaux.
Sur le plan administratif, elle est rattachée à l'arrondissement de Nantua, au département de l'Ain et à la région Auvergne-Rhône-Alpes. Sur le plan électoral, elle dépend du  canton de Nantua pour l'élection des conseillers départementaux, depuis le redécoupage cantonal de 2014 entré en vigueur en 2015, et de la cinquième circonscription de l'Ain  pour les élections législatives, depuis le dernier découpage électoral de 2010.

### Administration municipale
Voici ci-dessous le partage des sièges au sein du Conseil municipal de la commune :
Voici la répartition des sièges au sein du Conseil Municipal de la commune pour la législature 2020-2026 :

Divers Droite (DVD) : 23 sièges

### Tendances politiques et résultats

#### Liste des maires
Liste de l'ensemble des maires qui se sont succédé à la mairie de la commune :
| Période                                  | Période      | Identité                    | Étiquette | Qualité                                                     |
| ---------------------------------------- | ------------ | --------------------------- | --------- | ----------------------------------------------------------- |
| 1900                                     | 1908         | Félix Montange (grand-père) |           |                                                             |
| 1908                                     | 1944         |                             |           |                                                             |
| 1944                                     | 1947         | Julien Caillat              |           |                                                             |
| 1947                                     | 1959         | Félix Montange (petit-fils) |           |                                                             |
| 1959                                     | 1965         | Julien Caillat              |           |                                                             |
| 1965                                     | 1974         | Jean Coupat                 |           |                                                             |
| 1974                                     | 1987         | André Souny                 |           |                                                             |
| 1987                                     | 1989         | Georges Jeudy               |           |                                                             |
| mars 1989                                | 2014         | Gilles Morosi               | DVD       |                                                             |
| mars 2014                                | juillet 2017 | Jean Deguerry               | DVD-LR    | Représentant de commerce Président du conseil départemental |
| juillet 2017                             | En cours     | Patrick Dufour              | DVD       |                                                             |
| Les données manquantes sont à compléter. |              |                             |           |                                                             |

### Jumelages
Un partenariat avec le Montréal québécois existe depuis 1970. Un jumelage existe avec 12 autres Montréal de France.
https://www.montreal-lacluse.fr/les-montreal-de-france/

## Population et société

### Démographie
L'évolution du nombre d'habitants est connue à travers les recensements de la population effectués dans la commune depuis 1793. Pour les communes de moins de 10 000 habitants, une enquête de recensement portant sur toute la population est réalisée tous les cinq ans, les populations de référence des années intermédiaires étant quant à elles estimées par interpolation ou extrapolation. Pour la commune, le premier recensement exhaustif entrant dans le cadre du nouveau dispositif a été réalisé en 2006.
En 2022, la commune comptait 3 584 habitants, en évolution de +5,13 % par rapport à 2016 (Ain : +5,15 %, France hors Mayotte : +2,11 %).
| 1793 | 1800 | 1806 | 1821 | 1831 | 1836 | 1841 | 1846 | 1851 |
| ---- | ---- | ---- | ---- | ---- | ---- | ---- | ---- | ---- |
| 645  | 627  | 802  | 815  | 773  | 826  | 824  | 843  | 844  |

| 1856 | 1861  | 1866  | 1872  | 1876  | 1881  | 1886  | 1891  | 1896  |
| ---- | ----- | ----- | ----- | ----- | ----- | ----- | ----- | ----- |
| 941  | 1 008 | 1 064 | 1 111 | 1 195 | 1 148 | 1 083 | 1 101 | 1 153 |

| 1901  | 1906  | 1911 | 1921 | 1926  | 1931  | 1936  | 1946  | 1954  |
| ----- | ----- | ---- | ---- | ----- | ----- | ----- | ----- | ----- |
| 1 129 | 1 045 | 966  | 958  | 1 062 | 1 205 | 1 202 | 1 213 | 1 404 |

| 1962  | 1968  | 1975  | 1982  | 1990  | 1999  | 2006  | 2011  | 2016  |
| ----- | ----- | ----- | ----- | ----- | ----- | ----- | ----- | ----- |
| 1 640 | 1 926 | 2 560 | 3 042 | 3 496 | 3 652 | 3 534 | 3 422 | 3 409 |

| 2021  | 2022  | - | - | - | - | - | - | - |
| ----- | ----- | - | - | - | - | - | - | - |
| 3 541 | 3 584 | - | - | - | - | - | - | - |

### Enseignement
- Le collège Théodore-Rosset est situé rue du Jura.
- Le lycée Arbez-Carme, campus du technopôle à Bellignat.

## Culture locale et patrimoine

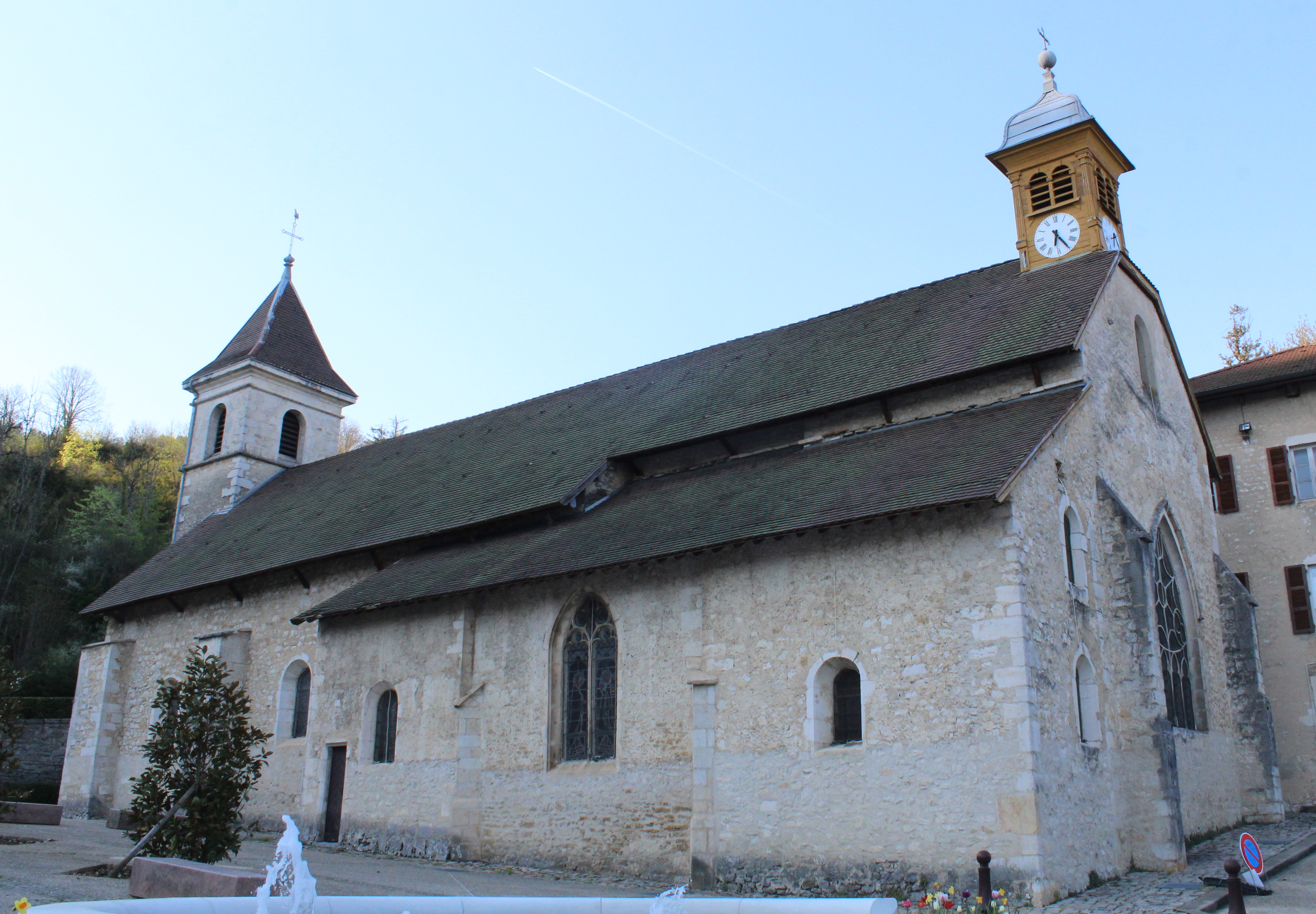
Église Saint-Maurice.

### Héraldique
| Blason de Montréal-la-Cluse | Blason  | Parti : au 1er bandé d'or et de gueules, au 2e de gueules fretté d'or. |
| Blason de Montréal-la-Cluse | Détails | Le statut officiel du blason reste à déterminer.                       |

### Lieux et monuments
- Ruines du château de Montréal ; le château est bâti par Étienne de Thoire-Villars vers 1245, sur le mont Bey[27].
- Arrêt du chemin de fer touristique de la « Ligne des hirondelles ».
- Église gothique Saint-Maurice.

### Personnalités liées à la commune
- Joseph Bernard Delilia de Croze (1739-1804), député du tiers état à l'Assemblée nationale, maire de Montréal-la-Cluse, procureur-syndic du district de Nantua
- Théodore Rosset (1877-1961), linguiste français.
- Xavier Tomas  (1984-), footballeur français évoluant au Stade lavallois. Il a évolué dans le club de football de Montréal-la-Cluse étant jeune.
- Júlio Tavares (1988-), footballeur français évoluant au Dijon FCO qui a commencé sa carrière au club de football de la commune.
- Alexandrine Swift (1992-), chanteuse et championne de France de Karaté